# ナタリア・ヴォディアノヴァ
ナタリア・ヴォディアノヴァ（Natalia Vodianova / Наталья Михайловна Водянова、The Hon Mrs Portman、1982年2月28日 - ）は、ソビエト連邦ゴーリキー市（現ロシア連邦ニジニ・ノヴゴロド市）出身のスーパーモデル。ロシア語読みはナターリヤ・ミハーイロヴナ・ヴォデャノーヴァ、これに基づくカタカナ表記はナタリヤ・ボジャノワ、ナタリヤ・ヴォジャノワなど。現在はイギリス在住。
米誌『フォーブス』の2008年度版「モデル所得番付」でドゥツェン・クロースに次ぎ、ダリア・ウェーボウイを凌いで7位（550万ドル）。2010年度版では9位（400万ドル=約3億2200万円）、2011年度版ではケイト・モスに次ぎ、アドリアナ・リマを凌いで3位（860万ドル=約6億円）となっている。

## 来歴
15歳のときニジニ・ノヴゴロドの市場で果物売りをしていたところを見出され、モデル活動を始める。その時出会ったパリからきたエージェントに、「英語を早く覚えたら成功するよ」と言われ、英語を三ヶ月でマスターした。17歳でVIVAと契約し、パリへ移った。
グッチの香水のモデルとして注目を集めた。ランウェイには2001年春夏コレクションでデビュー。40以上のブランドのランウェイを歩き、ルイ・ヴィトン、ロレアル、マーク・ジェイコブスら多くのブランドの広告を飾る。2004年にカルバン・クラインと専属契約した。香水「ユーフォリア」のイメージ・モデル。
子供時代が不遇だったため、児童福祉活動をしている。ロシアで「To Russia With Love」という児童基金を立ち上げた。
2009年、ロシアのモスクワで開催されたユーロビジョン・ソング・コンテスト2009の準決勝にて、アンドレイ・マラーホフと共に司会を務めた。また、2010年のバンクーバーオリンピック閉会式において、次期ソチオリンピック紹介のプレゼンテーションに出演した。

## 私生活
2001年11月に10代で第10代ポートマン子爵の異母弟、ジャスティン・ポートマン（イギリス有数の資産家の御曹司）と結婚。翌12月に、長男がうまれた。2002年9月に結婚式をあげた。長男ルーカス・アレグザンダー（2001年生まれ）、長女ネヴァ（2006年生まれ）、次男ビクトル（2007年生まれ）の二男一女に恵まれた。2011年、ヴォディアノヴァとポートマン双方から、離婚が発表された。
2011年より、アントワーヌ・アルノー（LVMHの創設者ベルナール・アルノーの息子）と交際している。ヴォディアノヴァとアルノーは、彼女の3人の子供たちとともにパリで暮らしている。2013年11月7日、ヴォディアノヴァは第4子を妊娠中であることを公表した。